# Tennessee Volunteers

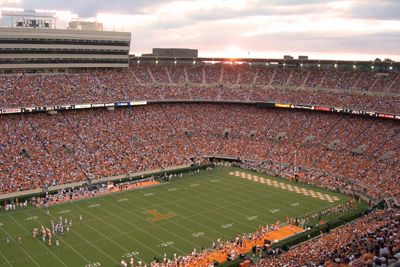
Neyland Stadium.

Tennessee Volunteers (español: Voluntarios de Tennessee) es el nombre de los equipos deportivos de la Universidad de Tennessee, situada en la ciudad de Knoxville, Tennessee. Los equipos de los Volunteers participan en las competiciones universitarias organizadas por la NCAA, y forman parte de la Southeastern Conference. Sus colores son el naranja y el blanco.

## Apodo
Los deportistas masculinos reciben el apodo de Volunteers, y las participantes en equipos femeninos, el de Lady Volunteers, aunque lo más habitual es que lo reduzcan a Lady Vols. En la Universidad de Tennessee se da el hecho poco frecuente de que los departamentos deportivos masculino y femenino actúan completamente por separado, nada habitual entre las grandes universidades.

## Fútbol americano
El equipo de fútbol americano fue creado en el año 1881. Disputa sus partidos en el Neyland Stadium de Knoxville, uno de los estadios con más capacidad de todo el país, para 104.000 espectadores. A lo largo de su historia han ganado el título nacional en 4 ocasiones, en los años 1938, 1950, 1951 y 1998, aunque debido a la peculiaridad del sistema americano de otorgar el título de campeón nacional por votación, ellos reclaman dos más en los años 1940 y 1967, ambos no reconocidos por la NCAA.
Han ganado en 16 ocasiones el título de conferencia, 13 de ellas ya perteneciendo a la Southeastern Conference. Han participado en 46 bowls, ganando en 25 ocasiones, destacándose cuatro Sugar Bowl, tres Cotton Bowl, un Orange Bowl y un Fiesta Bowl. 
De esta universidad han salido jugadores como Peyton Manning

## Baloncesto

### Masculino
La Universidad de Tennessee nunca ha destacado especialmente en baloncesto masculino, aunque últimamente han conseguido revitalizarse consiguiendo el título de conferencia en 2006 y accediendo a la fase final de la NCAA. De sus filas han salido hasta 28 jugadores que han jugado en la NBA, entre los que destacan nombres como Dale Ellis, Reggie Johnson, Allan Houston, Bernard King y Tobias Harris

### Femenino
El equipo femenino es uno de los más potentes de toda la competición de la NCAA. Las Lady Vols han conseguido ganar el título nacional en 8 ocasiones, la más reciente en 2008. Además, han llegado a la Final Four en 18 ocasiones y han ganado el título de conferencia en otras 13. Su entrenadora, Pat Summitt, lleva 34 años en el cargo, y es sin duda el responsable de los éxitos de la sección.